# Arroyo City
Arroyo City, auch bekannt als Arroyo, ist eine Unincorporated Community im Nordosten des Cameron County im US-Bundesstaat Texas.

## Geographische Lage
Der Ort liegt an der Farm to Market Road 2925, 1,6 km östlich der Farm to Market Road 1847 und 16 km nordöstlich von Rio Hondo im Cameron County.

## Geschichte
Das Gebiet der heutigen Ortschaft wurde von mexikanischen Hirten in den 1860er Jahren besiedelt und sie benannten den Ort nach dem Arroyo Colorado. Im Jahr 1887 eröffnete eine Poststation die bis zum Jahr 1907 in Betrieb war. Eine Schule war im Jahr 1904 mit einem Lehrer und 24 Schülern bekannt. Im Jahr 1910 waren zwei Geschäfte im Ort ansässig und die Bevölkerung hatte sich verzehnfacht.
Für die 1930er Jahre bestanden zerstreut angeordnete Häuser die im Gebiet von Arroyo City gebaut wurden. Im Jahr 1970 bestanden einige Häuser und Geschäfte, die den Ort auch im Jahr 1990 auf den Straßenkarten der Region auswiesen.